# Рудольфинум
«Рудольфинум» (чеш. Rudolfinum) — концертный и выставочный зал в центре Праги на площади Яна Палаха. Назван в честь наследного принца Австро-Венгерской империи Рудольфа. Открытие Рудольфинума состоялось 7 февраля 1885 года. Принц Рудольф не смог присутствовать на торжественном открытии и увидел его только в апреле.
Здание было возведено в качестве дара Сберегательного банка Чехии городу Прага и чешскому народу. Архитекторы — Йозеф Зитек и его ученик Йозеф Шульц. Строительство продолжалось восемь лет.
С момента открытия в здании располагались художественные галереи, а во второй половине 1896 года там начала работу Чешская филармония. С 1918 по 1939 год «Рудольфинум» служил залом пленарных заседаний парламента Чехословакии.
Реконструирован в 1990—1992 годах. В настоящее время является основной концертной площадкой Чешского филармонического оркестра (чеш. Česká filharmonie).

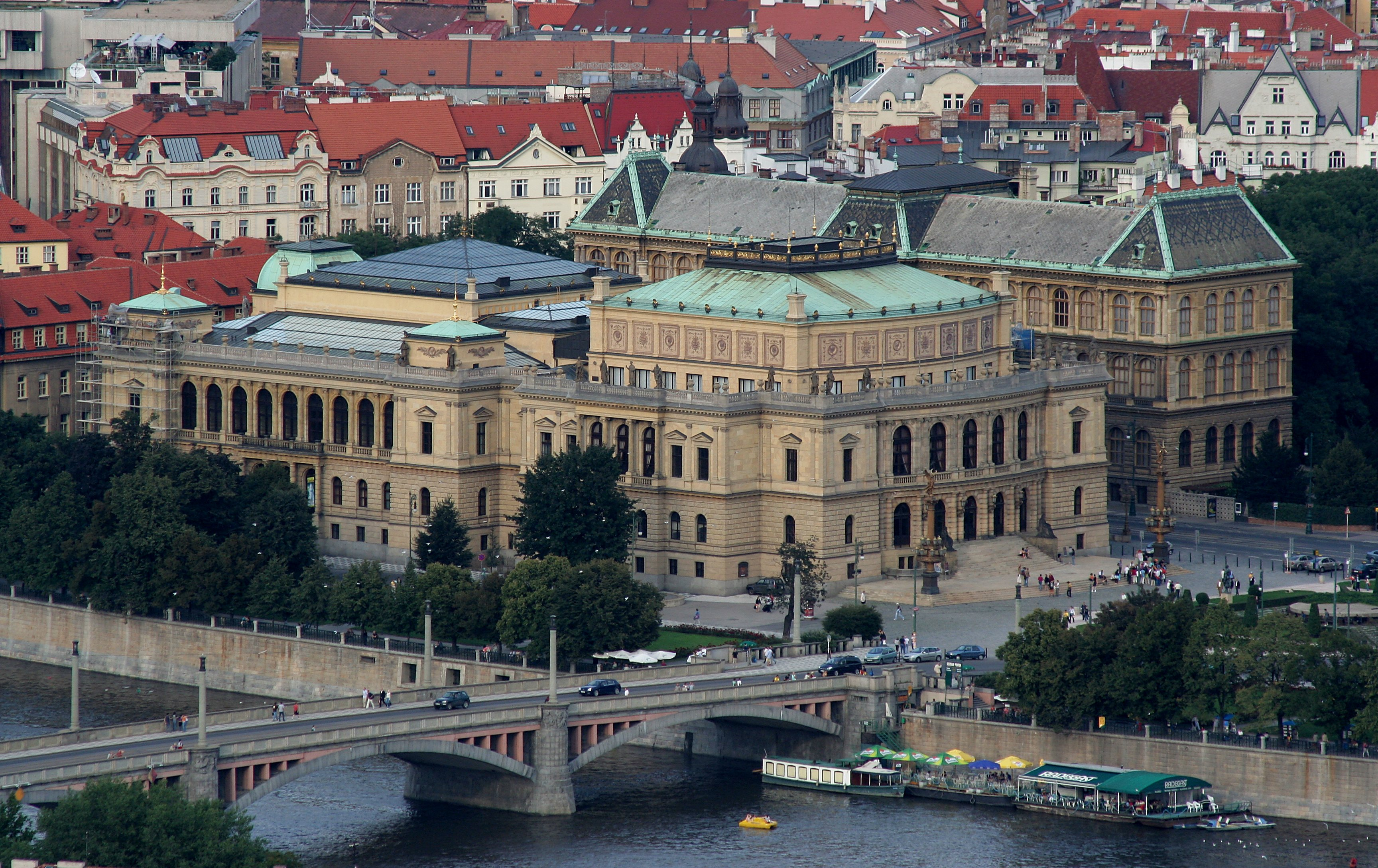
Вид на Рудольфинум с Летны
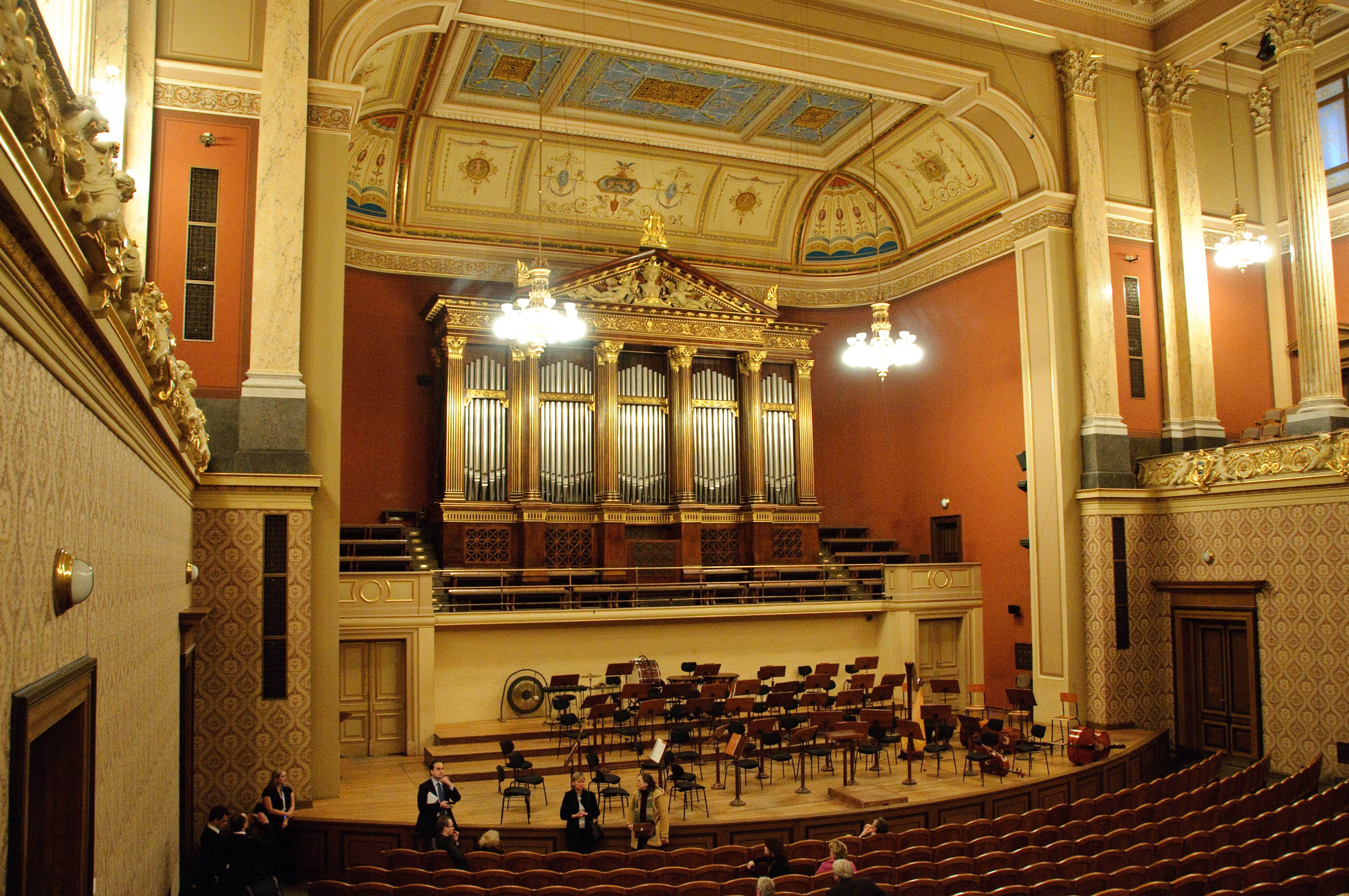
Концертный зал Рудольфинума
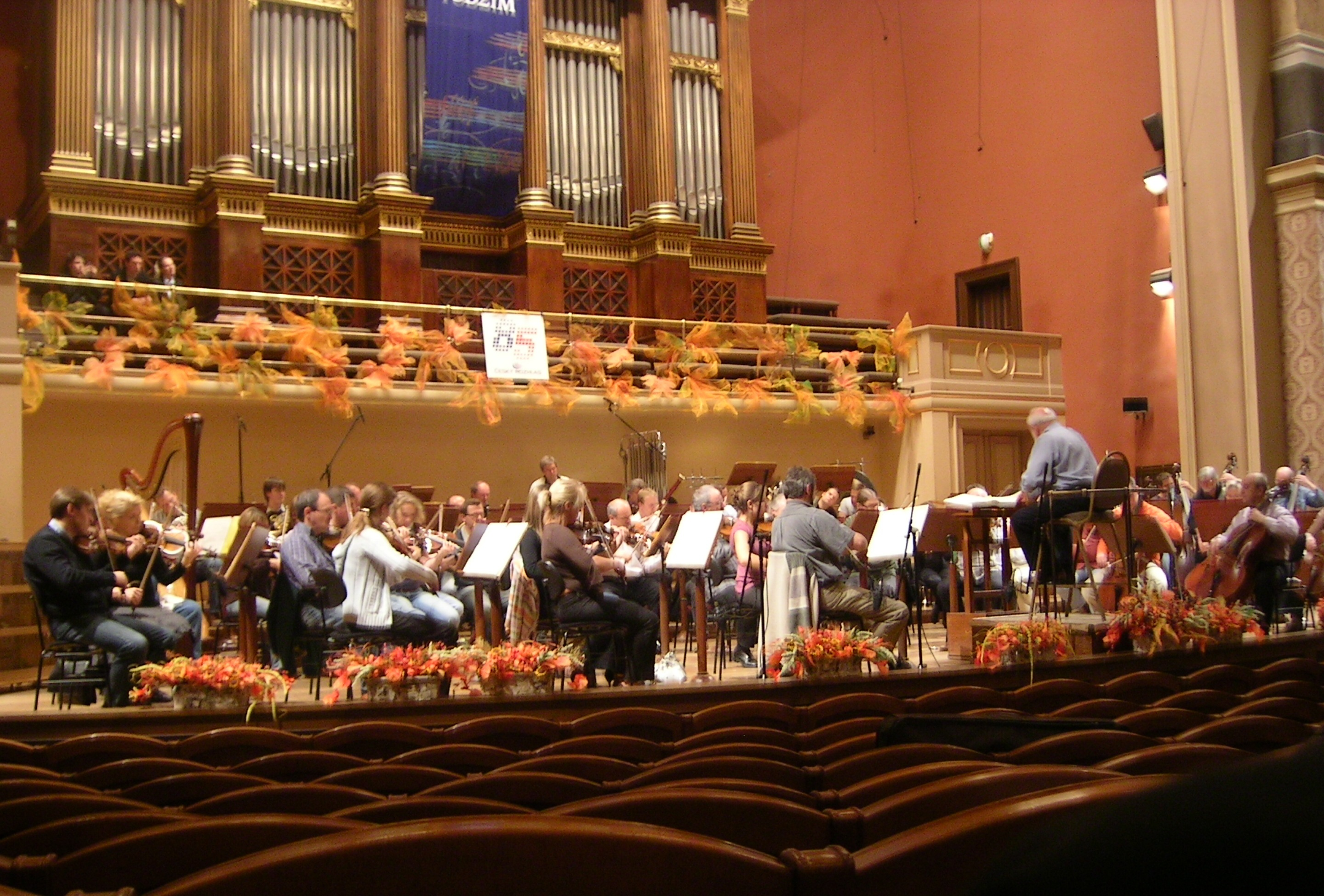
Кшиштоф Пендерецкий и Sinfonia Varsovia на репетиции
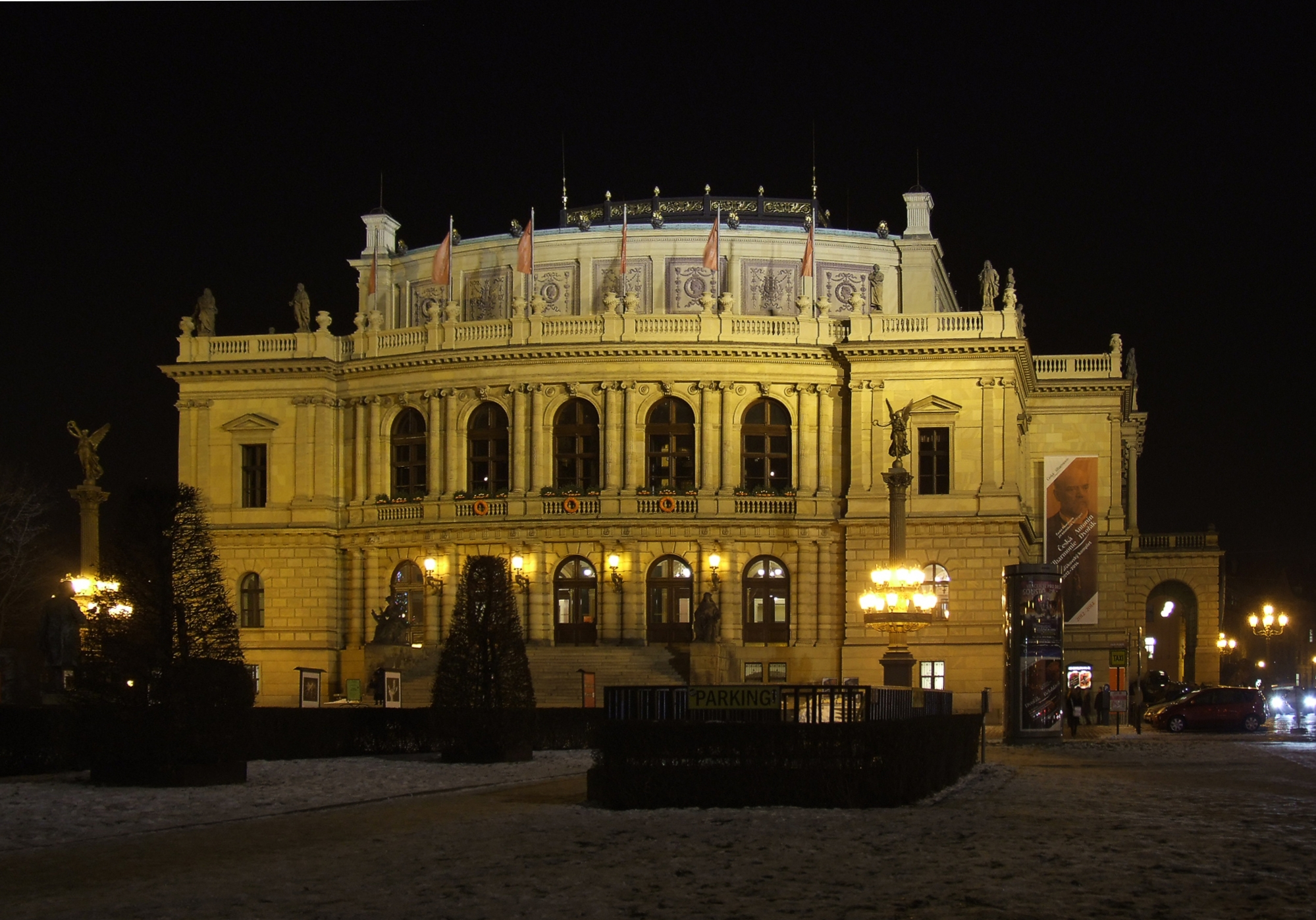
Рудольфинум ночью с подсветкой
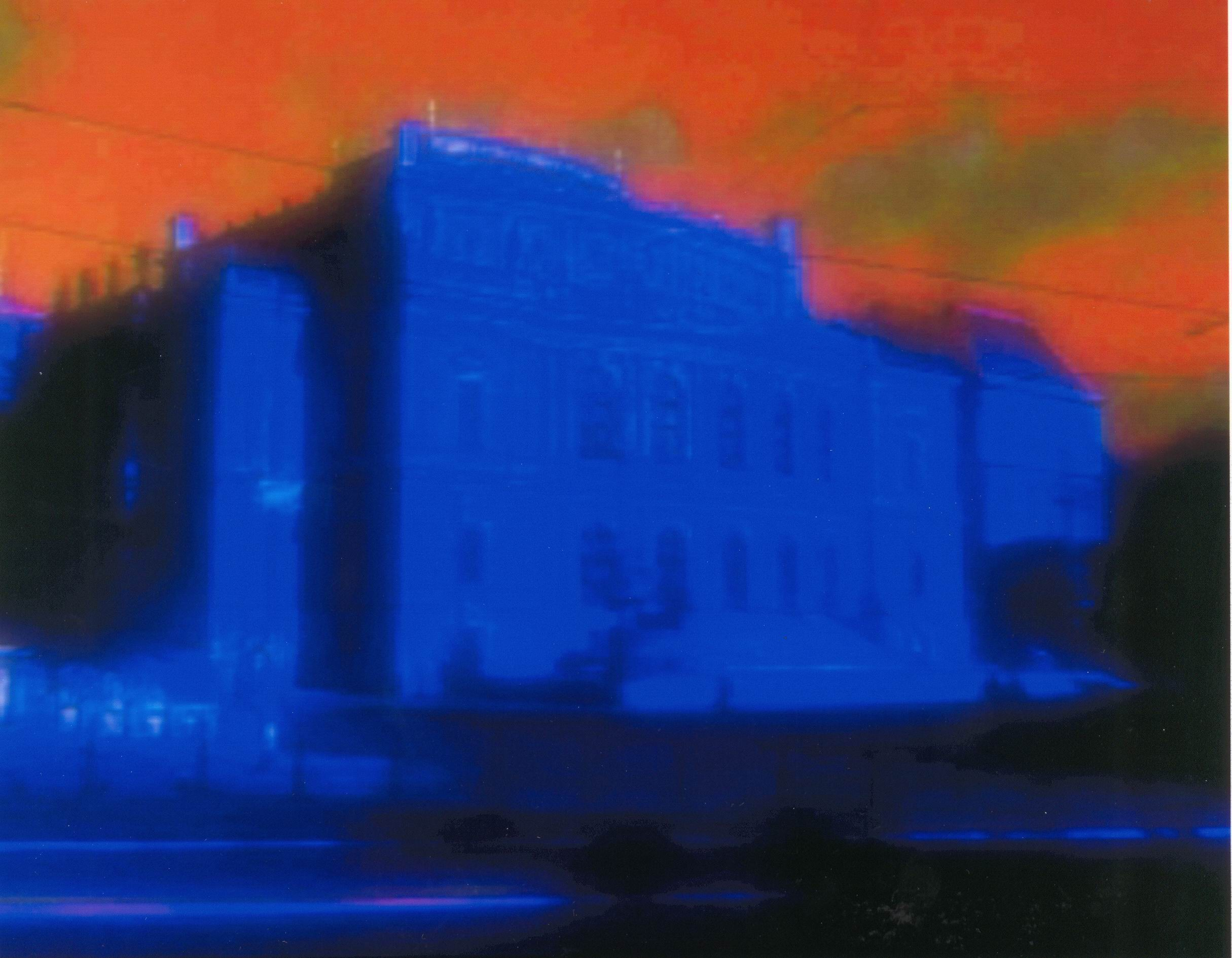
Картина шведской художницы Аннелиес Штрба[англ.] «Рудольфинум».